# Tennessee (Illinois)
Tennessee es una villa ubicada en el condado de McDonough en el estado estadounidense de Illinois. En el Censo de 2010 tenía una población de 115 habitantes y una densidad poblacional de 102,78 personas por km².

## Geografía
Tennessee se encuentra ubicada en las coordenadas 40°24′40″N 90°50′10″O / 40.41111, -90.83611. Según la Oficina del Censo de los Estados Unidos, Tennessee tiene una superficie total de 1.12 km², de la cual 1.12 km² corresponden a tierra firme y (0%) 0 km² es agua.

## Demografía
Según el censo de 2010, había 115 personas residiendo en Tennessee. La densidad de población era de 102,78 hab./km². De los 115 habitantes, Tennessee estaba compuesto por el 97.39% blancos, el 0% eran afroamericanos, el 0% eran amerindios, el 0% eran asiáticos, el 0% eran isleños del Pacífico, el 0% eran de otras razas y el 2.61% pertenecían a dos o más razas. Del total de la población el 0.87% eran hispanos o latinos de cualquier raza. La mediana de edad fue de 41 años. Por cada 100 mujeres había 94.6 varones. Por cada 100 mujeres mayores de 18 o más, había 89.8 varones.